# Сапри
Сапри (итал. Sapri) је насеље у Италији у округу Салерно, региону Кампанија.
Према процени из 2011. у насељу је живело 6716 становника. Насеље се налази на надморској висини од 9 м.

## Становништво
| 1931. | 1936. | 1951. | 1961. | 1971. | 1981. | 1991. | 2001. | 2011. |
| ----- | ----- | ----- | ----- | ----- | ----- | ----- | ----- | ----- |
| 4.505 | 4.608 | 5.825 | 6.925 | 7.430 | 7.305 | 6.961 | 7.022 | 6.809 |